# Бабац
Бабац је мало ненасељено острво у хрватском делу Јадранског мора у шибенском архипелагу.
Острво се налази у Пашманском каналу у средњој Далмацији, источно од острва Пашмана насупрот граду Пашману, од којег је удаљен око 0,5 km. Површина острва износи 0,787 km². Дужина обалске линије је 4,6 km.. Највиши врх на острву је висок 31 метар.
На острву се налазе два светионика. Из поморских карата се види да светионик који се налази на западној страни острва, емитује светлост: B Bl (2) 5 сек. Номиналн обим светионика је 10 mi (16 km) далеко. Други светионик на источној страни острва има светлосни сигнал: R Bl 3 сек.